# VR-Bank Uckermark-Randow
Die VR-Bank Uckermark-Randow eG ist ein deutsches Kreditinstitut mit Sitz in der brandenburgischen Kreisstadt Prenzlau im Landkreis Uckermark. 

## Geschichte
Die heutige VR-Bank Uckermark-Randow eG entstand im Jahr 2009 durch die Fusion der Raiffeisenbank Pasewalk-Strasburg eG mit dem Sitz in Pasewalk mit der Volksbank Uckermark eG mit dem Sitz in Prenzlau.
Die Volksbank Uckermark eG fusionierte bereits im Jahr 1998 mit der Raiffeisenbank Uckermark e.G. Schwedt/Oder mit dem Sitz in Schwedt/Oder. Im gleichen Jahr entstand die Raiffeisenbank Pasewalk-Strasburg eG durch die Fusion der Raiffeisenbank Pasewalk eG mit dem Sitz in Pasewalk mit der Raiffeisenbank Strasburg eG mit dem Sitz in Strasburg (Uckermark).
Im 1992 fusionierten die Volksbank Prenzlau eG und die Raiffeisenbank Templin eG mit dem Sitz in Templin zur Volksbank Uckermark eG und die Raiffeisenbank Uckermark e.G. Schwedt/Oder mit der Raiffeisenbank Casekow eG mit dem Sitz in Casekow.

## Rechtsverhältnisse
Die VR-Bank Uckermark-Randow eG ist im Genossenschaftsregister beim Amtsgericht Neuruppin unter GnR 64 eingetragen.

## Organisationsstruktur
Rechtsgrundlagen sind das Genossenschaftsgesetz und die durch die Generalversammlung beschlossene Satzung. Organe der Bank sind der Vorstand, der Aufsichtsrat und die Generalversammlung.

## Sicherungseinrichtung
Die VR-Bank Uckermark-Randow eG ist der amtlich anerkannten Sicherungseinrichtung des Bundesverbandes der Deutschen Volksbanken und Raiffeisenbanken GmbH und der zusätzlichen freiwilligen Sicherungseinrichtung des Bundesverbandes der Deutschen Volksbanken und Raiffeisenbanken e.V. angeschlossen.

## Geschäftsausrichtung
Die VR-Bank Uckermark-Randow eG betreibt das Universalbankgeschäft. Im Verbundgeschäft arbeitet sie mit der DZ Bank, R+V Versicherung, Bausparkasse Schwäbisch Hall, Teambank, VR Smart Finanz, DZ Hyp und der Union Investment zusammen.

## Geschäftsgebiet
Das Geschäftsgebiet umfasst den gesamten Landkreis Uckermark sowie Teile der Landkreise Vorpommern-Greifswald, Mecklenburgische Seenplatte und Barnim.
An diesen Orten betreibt die Bank Filialen:
- Prenzlau (Hauptstelle, jur. Sitz)
- Templin (Geschäftsstelle)
- Lychen (Geschäftsstelle)
- Angermünde (Geschäftsstelle)
- Gramzow (Geschäftsstelle)
- Schwedt/Oder (Geschäftsstelle)
- Gartz (Oder) (Geschäftsstelle)
- Pasewalk (Geschäftsstelle)
- Löcknitz (Geschäftsstelle)
- Strasburg (Geschäftsstelle)
- Woldegk (Geschäftsstelle)
- Joachimsthal (Geschäftsstelle)